# 交通史学会
交通史学会（こうつうしがっかい、英名 The Japanese Society of the History of Transport and Communications）は、日本と世界の交通史学の進展を目的として発足した学会である。1975年に交通史研究会（こうつうしけんきゅうかい、英名は現在と同じ）として、全国的な交通史研究機関の設立が要望されたのに対応して発足、現名称に2011年11月に変更された。

## 事務局
事務局を2018年3月現在、東京都新宿区中落合4-31-1目白大学社会学部地域社会学科（鈴木章生研究室）に置いている。　
　 

## 事業
- 会報等の発行、研究会・講演・史跡見学会等の開催など[3]

## 会報
- 『交通史研究』

## 入会資格
- 特になし（広く交通史に関心のある人）

## 歴代会長
- 児玉幸多（1975年 - 1997年）
- 山本弘文（1997年 - 2003年）
- 増田廣實（2003年 - 2009年）
- 丸山雍成
- 山本光正
- 小風秀雅